# Ankieta PAP

Marka Polskiej Agencji Prasowej.

Ankieta Polskiej Agencji Prasowej na 10 najlepszych sportowców roku w Europie – głosowanie przeprowadzane corocznie przez dziennikarzy Polskiej Agencji Prasowej (PAP) wśród dziennikarzy europejskich agencji prasowych w celu wyłonienia najlepszego europejskiego sportowca kończącego się roku kalendarzowego. Pod uwagę brani są zarówno mężczyźni, jak i kobiety. Jest to jeden z najstarszych tego typu plebiscytów na świecie: pierwsza ankieta została przeprowadzona w 1958. Wyniki plebiscytu publikowane są zawsze w drugi dzień świąt Bożego Narodzenia.

## Historia
Pomysłodawcą głosowania był w 1958 zastępca redaktora naczelnego Redakcji Sportowej PAP Włodzimierz Źróbik. Pierwszym zwycięzcą został Zdzisław Krzyszkowiak, zdobywca złotych medali w biegu na 5000 m i 10 000 metrów w mistrzostwach Europy w Sztokholmie.
Komisarzem ankiety w latach 1958–1986 był Mieczysław Eibel, od 1987 plebiscytem zawiaduje Jerzy Jakobsche.
Każda z agencji biorących udział w ankiecie przedstawia własną klasyfikację dziesięciu najlepszych sportowców, a klasyfikacje te są sumowane. W 66. Ankiecie PAP (2023) głosowali dziennikarze z 21 agencji prasowych: AFP (Francja), Agerpres (Rumunia), ANP (Holandia), APA (Austria), Athens-Macedonian News Agency (Grecja), Belga (Belgia), BTA (Bułgaria), CTK (Czechy), EFE (Hiszpania), HINA (Chorwacja), LETA (Łotwa), LUSA (Portugalia), Media.link Communications (Malta), MTI (Węgry), SID (Niemcy), SITA (Słowacja), STA (Słowenia), Tanjug (Serbia), TASR (Słowacja), Ukrinform (Ukraina) i PAP (Polska).

## Laureaci
Najwięcej zwycięstw w plebiscycie przypadło jak dotąd lekkoatletom (24), kolejne pozycje zajmują tenisiści (17 wygranych) oraz z dziewięcioma triumfami kierowcy Formuły 1. Indywidualnie najczęściej sportowcem roku w Europie wybierani byli Roger Federer i Novak Đoković (pięciokrotnie), natomiast trzykrotnie plebiscyt wygrywali Walerij Brumel i Michael Schumacher. W 2005 jedyny raz w historii było dwóch triumfatorów – Federer i Jelena Isinbajewa. W dotychczasowych ankietach PAP mężczyźni odnieśli 50 zwycięstw, kobiety wygrały 18 razy.
| Rok  | Sportowiec                          | Dyscyplina                                     |
| ---- | ----------------------------------- | ---------------------------------------------- |
| 1958 | Zdzisław Krzyszkowiak               | lekkoatletyka (biegi długodystansowe)          |
| 1959 | Wasilij Kuzniecow                   | lekkoatletyka (pięciobój, dziesięciobój}       |
| 1960 | Jurij Własow                        | podnoszenie ciężarów                           |
| 1961 | Walerij Brumel                      | lekkoatletyka (skok wzwyż)                     |
| 1962 | Walerij Brumel (2)                  | lekkoatletyka (skok wzwyż)                     |
| 1963 | Walerij Brumel (3)                  | lekkoatletyka (skok wzwyż)                     |
| 1964 | Lidija Skoblikowa                   | łyżwiarstwo szybkie                            |
| 1965 | Michel Jazy                         | lekkoatletyka (biegi długodystansowe)          |
| 1966 | Irena Kirszenstein                  | lekkoatletyka (biegi sprinterskie, skok w dal) |
| 1967 | Jean-Claude Killy                   | narciarstwo alpejskie                          |
| 1968 | Jean-Claude Killy (2)               | narciarstwo alpejskie                          |
| 1969 | Eddy Merckx                         | kolarstwo szosowe i torowe                     |
| 1970 | Eddy Merckx (2)                     | kolarstwo szosowe i torowe                     |
| 1971 | Juha Väätäinen                      | lekkoatletyka (biegi długodystansowe)          |
| 1972 | Lasse Virén                         | lekkoatletyka (biegi długodystansowe)          |
| 1973 | Kornelia Ender                      | pływanie                                       |
| 1974 | Irena Szewińska (2)                 | lekkoatletyka (biegi sprinterskie)             |
| 1975 | Kornelia Ender (2)                  | pływanie                                       |
| 1976 | Nadia Comăneci                      | gimnastyka sportowa                            |
| 1977 | Rosemarie Ackermann                 | lekkoatletyka (skok wzwyż)                     |
| 1978 | Władimir Jaszczenko                 | lekkoatletyka (skok wzwyż)                     |
| 1979 | Sebastian Coe                       | lekkoatletyka (biegi średniodystansowe)        |
| 1980 | Władimir Salnikow                   | pływanie                                       |
| 1981 | Sebastian Coe (2)                   | lekkoatletyka (biegi średniodystansowe)        |
| 1982 | Daley Thompson                      | lekkoatletyka (dziesięciobój)                  |
| 1983 | Jarmila Kratochvílová               | lekkoatletyka (biegi średniodystansowe)        |
| 1984 | Michael Groß                        | pływanie                                       |
| 1985 | Sergiej Bubka                       | lekkoatletyka (skok o tyczce)                  |
| 1986 | Heike Drechsler                     | lekkoatletyka (skok w dal, biegi sprinterskie) |
| 1987 | Stephen Roche                       | kolarstwo szosowe                              |
| 1988 | Steffi Graf                         | tenis                                          |
| 1989 | Steffi Graf (2)                     | tenis                                          |
| 1990 | Stefan Edberg                       | tenis                                          |
| 1991 | Katrin Krabbe                       | lekkoatletyka (biegi sprinterskie)             |
| 1992 | Nigel Mansell                       | Formuła 1                                      |
| 1993 | Linford Christie                    | lekkoatletyka (biegi sprinterskie)             |
| 1994 | Johann Olav Koss                    | łyżwiarstwo szybkie                            |
| 1995 | Jonathan Edwards                    | lekkoatletyka (trójskok)                       |
| 1996 | Swietłana Mastierkowa               | lekkoatletyka (biegi średniodystansowe)        |
| 1997 | Martina Hingis                      | tenis                                          |
| 1998 | Mika Häkkinen                       | Formuła 1                                      |
| 1999 | Gabriela Szabó                      | lekkoatletyka (biegi długodystansowe)          |
| 2000 | Inge de Bruijn                      | pływanie                                       |
| 2001 | Michael Schumacher                  | Formuła 1                                      |
| 2002 | Michael Schumacher (2)              | Formuła 1                                      |
| 2003 | Michael Schumacher (3)              | Formuła 1                                      |
| 2004 | Roger Federer                       | tenis                                          |
| 2005 | Roger Federer (2) Jelena Isinbajewa | tenis lekkoatletyka (skok o tyczce)            |
| 2006 | Roger Federer (3)                   | tenis                                          |
| 2007 | Roger Federer (4)                   | tenis                                          |
| 2008 | Rafael Nadal                        | tenis                                          |
| 2009 | Roger Federer (5)                   | tenis                                          |
| 2010 | Rafael Nadal (2)                    | tenis                                          |
| 2011 | Novak Đoković                       | tenis                                          |
| 2012 | Sebastian Vettel                    | Formuła 1                                      |
| 2013 | Sebastian Vettel (2)                | Formuła 1                                      |
| 2014 | Lewis Hamilton                      | Formuła 1                                      |
| 2015 | Novak Đoković (2)                   | tenis                                          |
| 2016 | Cristiano Ronaldo                   | piłka nożna                                    |
| 2017 | Cristiano Ronaldo (2)               | piłka nożna                                    |
| 2018 | Novak Đoković (3)                   | tenis                                          |
| 2019 | Lewis Hamilton (2)                  | Formuła 1                                      |
| 2020 | Robert Lewandowski                  | piłka nożna                                    |
| 2021 | Novak Đoković (4)                   | tenis                                          |
| 2022 | Iga Świątek                         | tenis                                          |
| 2023 | Novak Đoković (5)                   | tenis                                          |
| 2024 | Léon Marchand                       | pływanie                                       |

 Według państw 
| Lp. | Państwo           | Wygrane |
| --- | ----------------- | ------- |
| 1.  | Związek Radziecki | 9       |
| 1.  | Niemcy            | 9       |
| 3.  | Wielka Brytania   | 8       |
| 4.  | Szwajcaria        | 6       |
| 5.  | Polska            | 5       |
| 5.  | Serbia            | 5       |
| 7.  | Niemcy Wschodnie  | 4       |
| 8.  | Francja           | 4       |
| 8.  | Finlandia         | 3       |
| 10. | Belgia            | 2       |
| 10. | Rumunia           | 2       |
| 10. | Rosja             | 2       |
| 10. | Hiszpania         | 2       |
| 10. | Portugalia        | 2       |
| 15. | Czechosłowacja    | 1       |
| 15. | Irlandia          | 1       |
| 15. | Szwecja           | 1       |
| 15. | Norwegia          | 1       |
| 15. | Holandia          | 1       |